# Filma

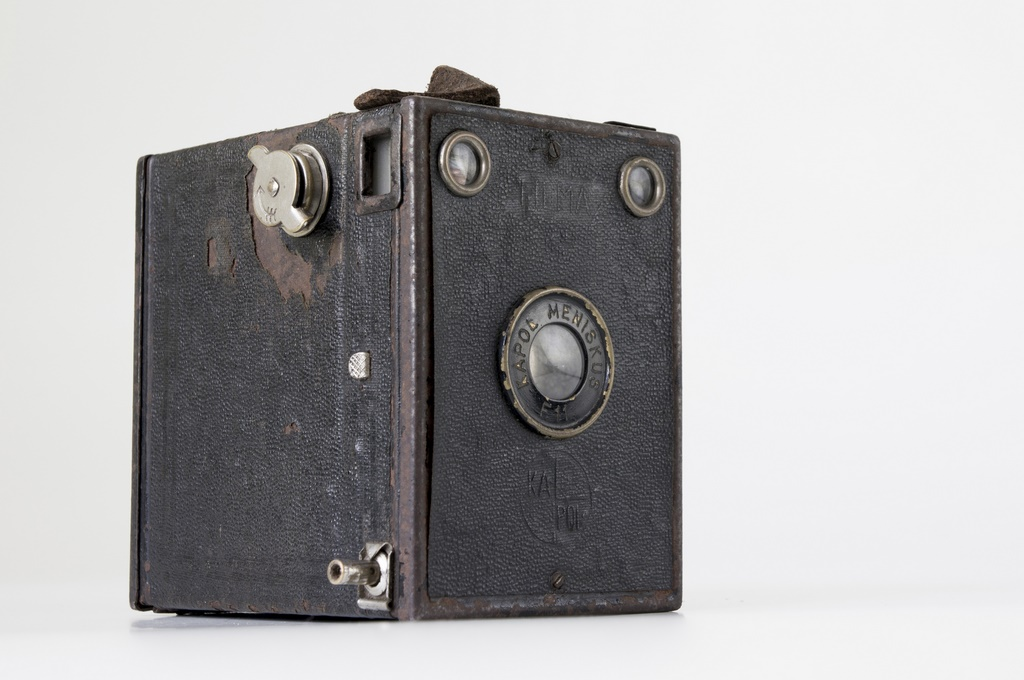
Filma 1-r

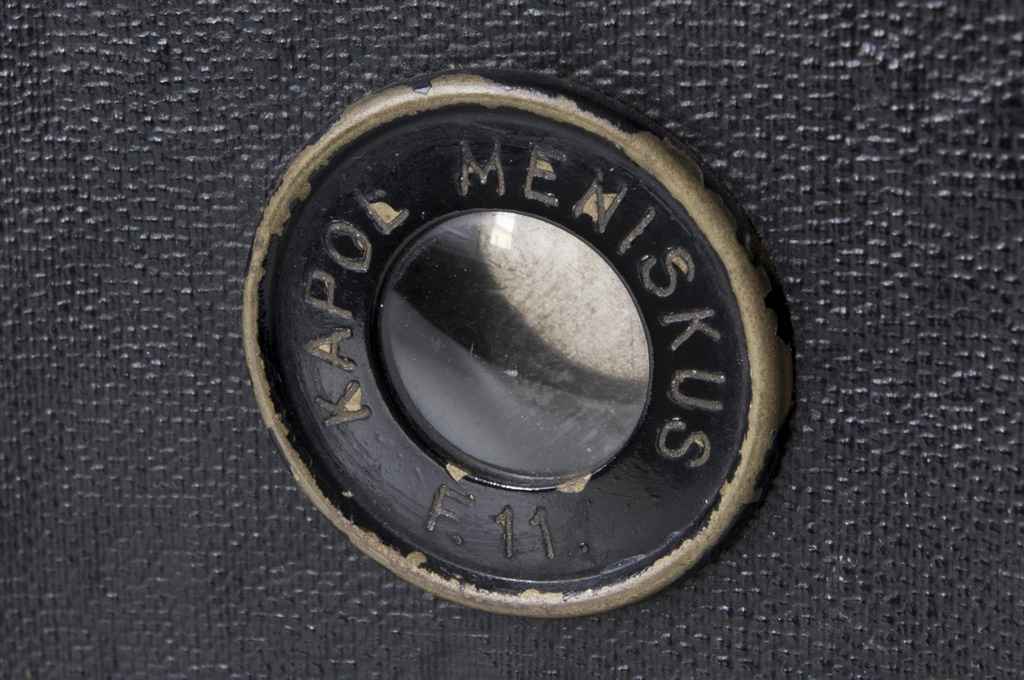

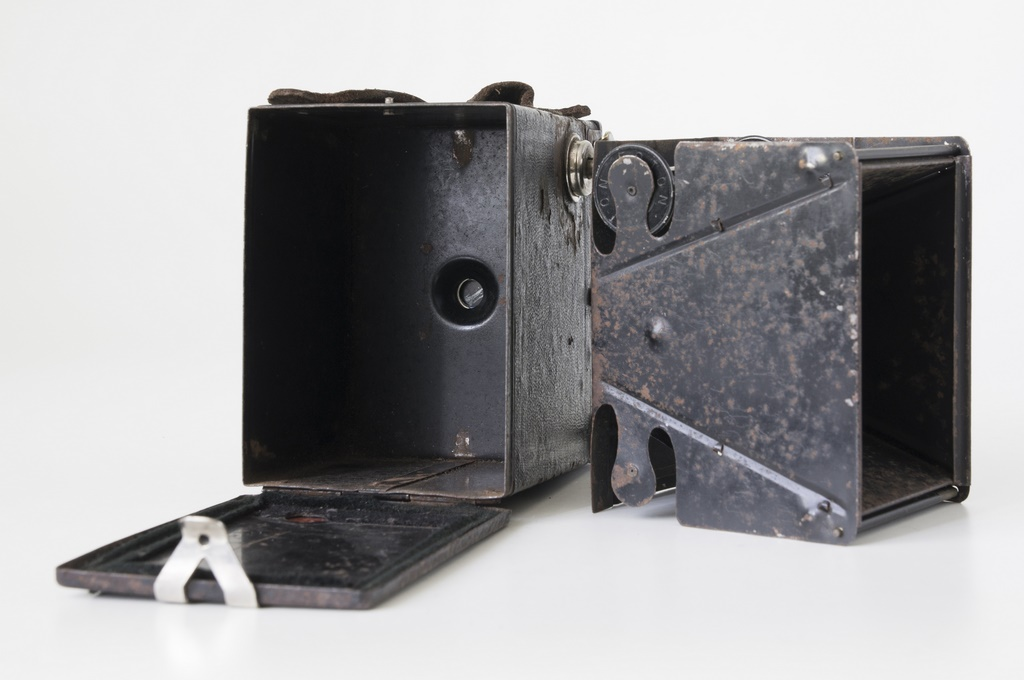

Filma – prosty, całkowicie polskiej konstrukcji średnioformatowy aparat fotograficzny stworzony z myślą o fotoamatorach - spełniał rolę dzisiejszego aparatu kompaktowego.
Produkowany od 1934 roku w fabryce Kamera Polska Pawła Sobkowskiego w Chodzieży.
Jest to aparat skrzynkowy o metalowej obudowie pokrytej płótnem introligatorskim na błonę 120.
Produkowany w dwóch wersjach: Filma 1-r na format 9x6 i Filma 2-r wzbogacona o format 6x4.5 cm.

## Dane techniczne
- obiektyw "Kapol Meniskus" 1:11/90 mm
- przysłona 11, 22
- migawka 1/30s i B, T
- typ filmu 120
- format klatki:
  - Filma 1-r 6x9 cm
  - Filma 2-r 6x9 i 4,5x6 cm
- stałe ustawienie ostrości:
  - od 5m dla przysłony 11
  - od 2m dla przysłony 22[3]
- oddzielne celowniki i wkrętki statywu dla poziomego i pionowego kadru
- cena:
  - Filma 1-r 13-15 zł
  - Filma 2-r 14-16 zł
  - futerał skórzany 5 zł.[4]